# Fratura de crânio basilar
Uma fratura de crânio basilar é uma fratura óssea na base do crânio. Os sintomas podem incluir hematomas atrás das orelhas, hematomas ao redor dos olhos ou sangramento atrás do tímpano. Um vazamento de líquido cefalorraquidiano (LCR) ocorre em cerca de 20% dos casos e pode resultar em rinorreia ou otite média. A meningite é uma complicação em cerca de 14% dos casos. Outras complicações incluem lesão do nervo craniano ou vaso sanguíneo.
Este tipo de fratura normalmente exige um grau significativo de trauma para ocorrer. A fratura é de pelo menos um dos seguintes ossos: osso temporal, osso occipital, osso esfenoide, osso frontal ou osso etmoide. Eles são divididos em fraturas da fossa anterior, fossa média e fossa posterior. Fraturas faciais também ocorrem frequentemente. O diagnóstico geralmente é feito por tomografia computadorizada.
O tratamento é geralmente baseado na lesão de estruturas da cabeça. A cirurgia pode ser feita para interromper um vazamento de LCR ou uma lesão em um vaso sanguíneo ou nervo. O uso de antibióticos preventivos não está claro. Ocorre em cerca de 12% das pessoas com traumatismo craniano grave.